# حلقه صحیح‌ها
در ریاضیات، حلقه صحیح‌ها (به انگلیسی: Ring of Integers) از یک میدان عددی چون {\displaystyle K}، حلقه صحیح‌های جبری عضو {\displaystyle K} اند. یک عنصر صحیح جبری، ریشه‌ای از چندجمله‌ای تکین (چندجمله‌ای تک‌متغیره با ضریب پیشروی ۱) با ضرایب اعداد صحیح است: {\displaystyle x^{n}+c_{n-1}x^{n-1}+\cdots +c_{0}}. این حلقه را اغلب با نمادهای {\displaystyle O_{K}} یا {\displaystyle {\mathcal {O}}_{K}} نشان می‌دهند. از آنجا که هر عدد صحیح به {\displaystyle K} متعلق بوده و عنصر صحیحی از {\displaystyle K} است، حلقه {\displaystyle \mathbb {Z} } نیز همیشه زیرحلقه‌ای از {\displaystyle O_{K}} است.
حلقه اعداد صحیح {\displaystyle \mathbb {Z} } ساده‌ترین حلقه ممکن از صحیح‌ها است. در حقیقت {\displaystyle \mathbb {Z} =O_{\mathbb {Q} }} که در آن {\displaystyle \mathbb {Q} } میدان اعداد گویا است. و بر همین اساس در نظریه جبری اعداد برخی مواقع به عناصر {\displaystyle \mathbb {Z} } «صحیح‌های گویا» نیز گفته می‌شود.
ساده‌ترین مثال بعدی، حلقه صحیح‌های گاوسی {\displaystyle \mathbb {Z} \left[i\right]} است که شامل اعداد مختلطی است که بخش حقیقی و موهومی آن اعداد صحیح می‌باشد. این حلقه، حلقه صحیح‌های میدان عددی {\displaystyle \mathbb {Q} (i)} از اعداد مختلطی است که بخش‌های موهومی و حقیقی آن عضو اعداد گویا اند. این حلقه نیز همچون صحیح‌های گویا، یک حوزه اقلیدسی است.
حلقه صحیح‌ها از یک میدان عددی، مرتبه ماکسیمال یکتایی از آن میدان است. همچنین این حلقه همیشه حوزه ددکیند است.

### ویژگی ها
حلقه اعداد صحیح OK یک ماژول Z است که به طور متناهی تولید شده است. در واقع، این یک ماژول Z آزاد است، و بنابراین دارای یک پایه انتگرال است، که مبنای b1، ...، bn ∈ OK فضای Q-بردار K است، به طوری که هر عنصر x در OK را می توان به صورت منحصر به فرد نشان داد.
با ai ∈ Z.[5] رتبه n OK به عنوان یک ماژول Z آزاد برابر با درجه K بر Q است.

## ارجاعات
1. ↑  Alaca & Williams 2003, p. 110, Defs. 6.1.2-3.
2. ↑  Alaca & Williams 2003, p. 74, Defs. 4.1.1-2.
3. ↑  Cassels 1986, p. 192.
4. ↑  Samuel 1972, p. 49.
5. ↑  "Ring of integers". Wikipedia (به انگلیسی). 2023-05-17.